# ラインラント＝プファルツ州議会
ラインラント＝プファルツ州議会（ラインラント＝プファルツしゅうぎかい、ドイツ語: Landtag Rheinland-Pfalz）は、ドイツの連邦州であるラインラント＝プファルツ州の議会である。

## 政党と議席数
州議会の定数は101議席。2021年3月14日実施の州議会選挙の結果を受けた会派別の構成は以下の通り。
| 会派名                       | 議員数 |
| ---------------------------- | ------ |
| ■社会民主党（SPD）           | 39     |
| ■キリスト教民主同盟（CDU）   | 31     |
| ■同盟90/緑の党（B90/Grüne）  | 10     |
| ■ドイツのための選択肢（AfD） | 9      |
| ■自由民主党（FDP）           | 6      |
| ■自由な有権者（FW）          | 6      |
| 合計                         | 101    |

## 歴代議長
- 1947年 - 1948年 ヤコブ・ディール（ドイツ語版）、CDU
- 1948年 - 1959年 アウグスト・ウォルターズ（ドイツ語版）、CDU
- 1959年 - 1971年 オットー・フォン・フォルクセン（ドイツ語版）、CDU
- 1971年 - 1974年 ヨハネス・バプティスト・ロエスレル（ドイツ語版）、CDU
- 1974年 - 1985年 アルブレヒト・マルティン（ドイツ語版）、CDU
- 1985年 - 1991年 ハインツ・ペーター・ボルカート（ドイツ語版）、CDU
- 1991年 - 2006年 クリストフ・グリム（ドイツ語版）、SPD
- 2006年 - 2016年 ヨアヒム・メルテス（ドイツ語版）、SPD
- 2016年 - ヘンドリック・ヘリング（ドイツ語版）、SPD